# Stachytarpheta trimenii
Stachytarpheta trimenii är en verbenaväxtart som beskrevs av Karl Rechinger. Stachytarpheta trimenii ingår i släktet Stachytarpheta och familjen verbenaväxter. Inga underarter finns listade i Catalogue of Life.